# Daniel Poppius
Daniel (Dan) Poppius, född 4 januari 1882 i Stockholm, död 28 januari 1957 Malmö, var en svensk agronom och riksdagsman.
Han var son till tullfiskalen Erik Gabriel Poppius (1840–1907) och hans hustru Jenny Cecilia Poppius (1842–1916), född Hazelius. Daniel hade sex syskon, varav hans yngre syster konstnären Minna Poppius gifte sig med flygbaronen Carl Cederström och hans yngre bror Set Poppius grundade Poppius journalistskola.
Daniel Poppius tog agronomexamen vid Alnarps lantbruksinstitut 1906. Han var förvaltare på Tofta egendom i Bohuslän 1903–1905. Arrenderade Ängslätts gård i Skåne 1908–1911 och Knästorps gård utanför Lund 1911–1923. Ledamot av Malmöhus läns landsting 1918–1923. Ledamot av riksdagens andra kammare 1921–1923. Senare affärsman i Malmö. 
Han gifte sig 1907 med Ragnhild Maria Forsberg (1879–1966). Paret fick fyra barn, Erik Poppius (1908–1980), Lajla Poppius (1911–1972), Hans Poppius (1917–1986) och Claes Poppius (1919–1955).
Daniel Poppius är begravd på Solna kyrkogård.